# Мендзисьвець
Мендзисьвець (пол. Międzyświeć) — село в Польщі, у гміні Скочув Цешинського повіту Сілезького воєводства.
Населення — 1078 осіб (2011).
У 1975-1998 роках село належало до Бельського воєводства.

## Демографія
Демографічна структура станом на 31 березня 2011 року:
|          | Загалом | Допрацездатний вік | Працездатний вік | Постпрацездатний вік |
| -------- | ------- | ------------------ | ---------------- | -------------------- |
| Чоловіки | 529     | 139                | 350              | 40                   |
| Жінки    | 549     | 114                | 338              | 97                   |
| Разом    | 1078    | 253                | 688              | 137                  |